# Rosa Bonheur
Rosa Bonheur, nascida Marie-Rosalie Bonheur (Bordeaux, 16 de março de 1822 – Thomery, 25 de maio de 1899) foi uma pintora e escultora francesa, conhecida por suas obras realistas. Uma de suas obras mais conhecidas é Ploughing in the Nivernais, primeiramente exibida no Salão de Paris, de 1848 e hoje pertencente ao acervo do Musée d’Orsay, em Paris. Rosa é considerada uma das maiores pintoras do século XIX.

## Vida pessoal
Rosa nasceu em Bordeaux, em 1822, a filha mais velha de uma família composta por artistas. Sua mãe era Sophie Marquis Bonheur, uma professora de piano que morreu quando Rosa tinha 11 anos. Seu pai era o pintor e retratista Oscar-Raymond Bonheur. A família adotou o credo cristão-socialista, baseado no Simonianismo, que promovia a educação de mulheres como era a dos homens. Assim, as crianças Bonheur tiveram acesso a educação, não importando o gênero.
Entre os irmãos de Rosa estavam os pintores Auguste Bonheur e Juliette Bonheur e o escultor Isidore Jules Bonheur. Em 1828, Rosa, então com seis anos, sua mãe e irmãos mudaram-se para Paris a fim de se juntar ao pai, que tinha ido na frente para conseguir casa e um emprego. Segundo registros da família, Rosa era indisciplinada e demorou para aprender a ler, mas antes mesmo de andar ficava horas fazendo desenhos com tinta e papel.
Sua mãe a ensinou a ler e a escrever pedindo que ela escolhesse um animal para cada letra do alfabeto e o desenhasse. Seu comportamento na escola, porém, era inquieto, indisciplinado, resultando em diversas expulsões e suspensões, o que levou seu pai a tomar a filha como aprendiz para ensiná-la a pintar.
Seguindo o currículo tradicional da época, Rosa começou a fazer cópias de imagens em livros e a fazer rascunhos de modelos. Com o tempo, ela passou a desenhar animais vivos, como cavalos, ovelhas, cabras, coelhos e outros animais dos arredores de Paris. Aos 14 anos, começou a copiar pinturas expostas no Museu do Louvre. Entre seus pintores favoritos estavam Nicholas Poussin e Peter Paul Rubens, mas não se limitou apenas a eles, tendo copiado e estudado obras de Paulus Potter, Frans Pourbus o Jovem, Louis Léopold Robert, Salvator Rosa e Karel Dujardin.

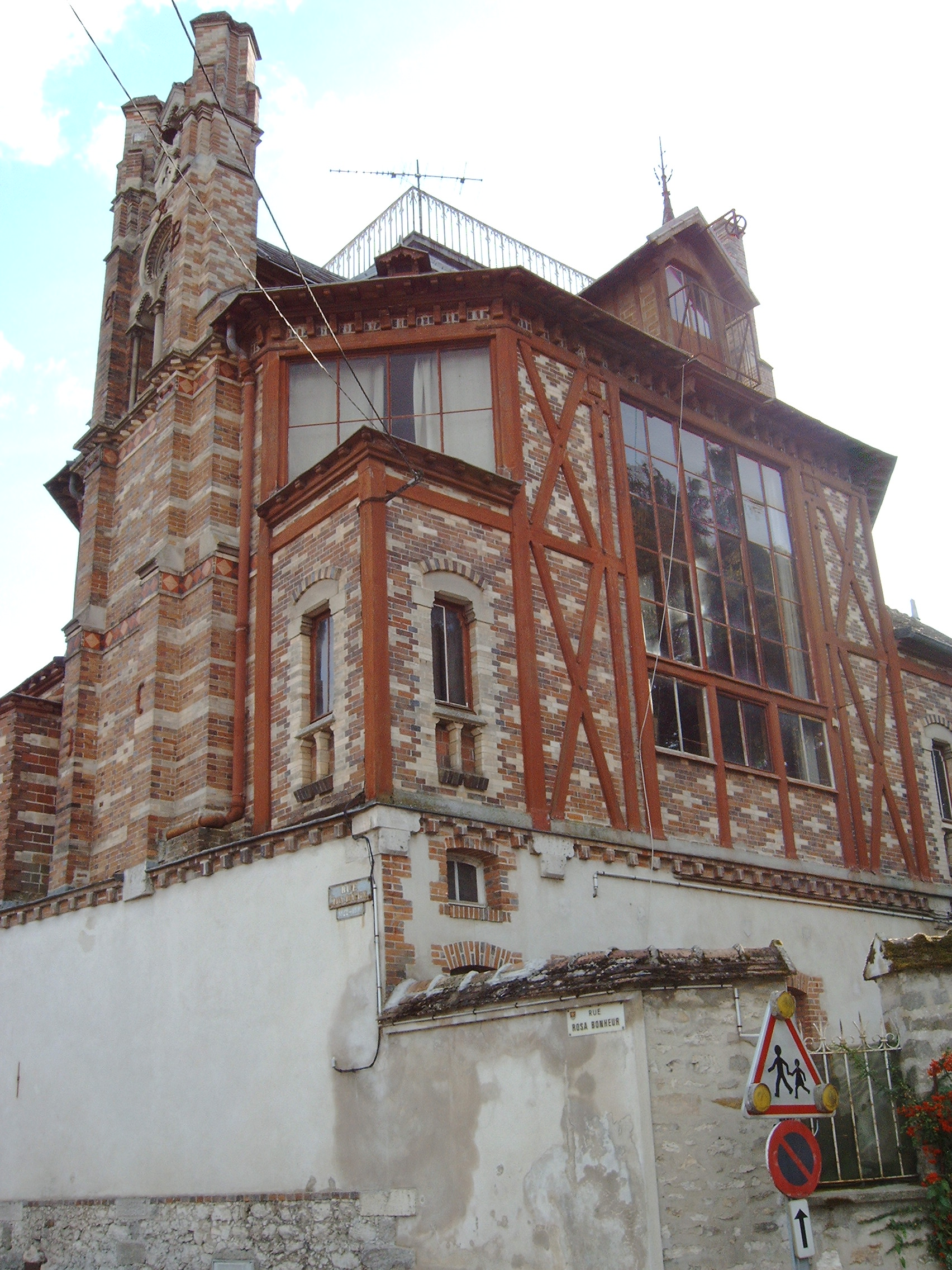
Sua casa em Thomery, onde trabalhou por 40 anos, é hoje um museu

Rosa estudou anatomia animal nos abatedouros de Paris e os dissecou no Instituto Nacional de Veterinária. Estes estudos posteriormente foram úteis referências para suas esculturas e quadros.

## Sucesso e legado
Uma encomenda do governo francês foi o primeiro grande sucesso na carreira de Rosa. Ploughing in the Nivernais foi exibida pela primeira vez em 1849. Seu trabalho mais famoso é o monumental quadro Horse Fair, de 2,44 m x 5,07 m, terminado em 1855. Estes quadros a alçaram à fama internacional, levando-a para a Escócia, onde conheceu a Rainha Vitória, que admirou os trabalhos da artista. Ainda na Escócia, ela fez vários rascunhos e estudos, que se tornaram quadros, como Highland Shepherd, de 1859 e A Scottish Raid, de 1860. As obras refletiam a vida típica das highlands escocesas que desapareceriam um século depois e tiveram grande apelo junto à sociedade vitoriana da época. Apesar de ter mais fama no exterior do que na França, ela foi condecorada com a medalha da Ordem Nacional da Legião de Honra, pela Imperatriz Eugênia, em 1865 e promovida à oficial da ordem em 1894.
Mulheres, na época da Rosa, eram relutantemente educadas nas artes e pelo fato de Rosa se tornar uma artista de sucesso, muitas portas se abriram para outras mulheres seguirem seus passos, depois de diversas encomendas bem pagas e celebradas pela comunidade artística. Rosa também era conhecida por se vestir de homem e perambular pelas ruas de Paris sem ser incomodada. Mas a própria artista atribuía isso ao fato de calças serem mais práticas para usar no dia a dia do estúdio do que vestidos, especialmente ao se tratar de modelos com animais.

## Morte
Rosa faleceu em 25 de maio de 1899, aos 77 anos, em sua casa em Thomery, tendo sido enterrada junto de Nathalie Micas no Cemitério do Père-Lachaise, em Paris. Muitos de seus quadros que nunca tinham sido expostos ao público foram vendidos em um leilão, em Paris, no ano seguinte. Um de seus trabalhos foi vendido, em 2008, por 200 mil dólares.

## Galeria

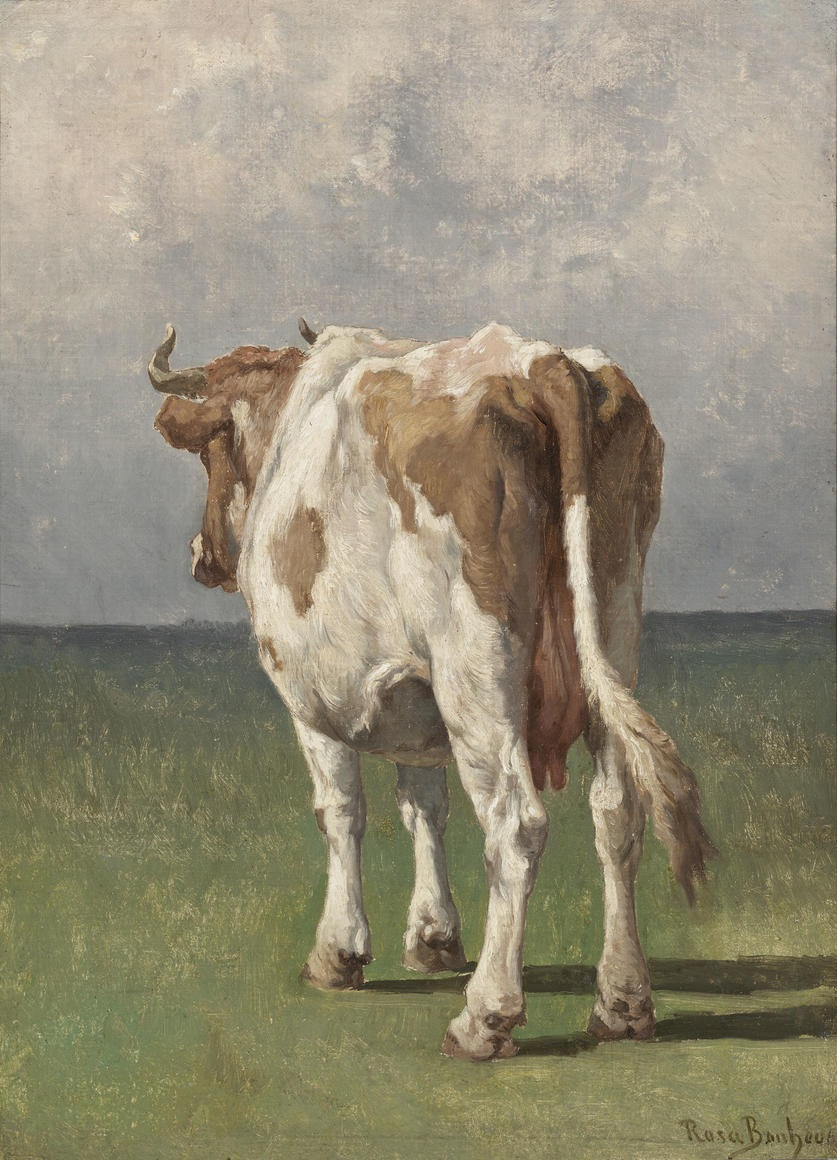
Study of a Cow. Courtesy Figge Art Museum.
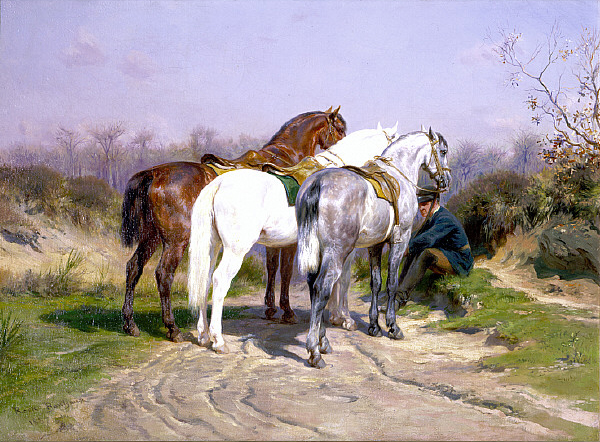
Relay Hunting
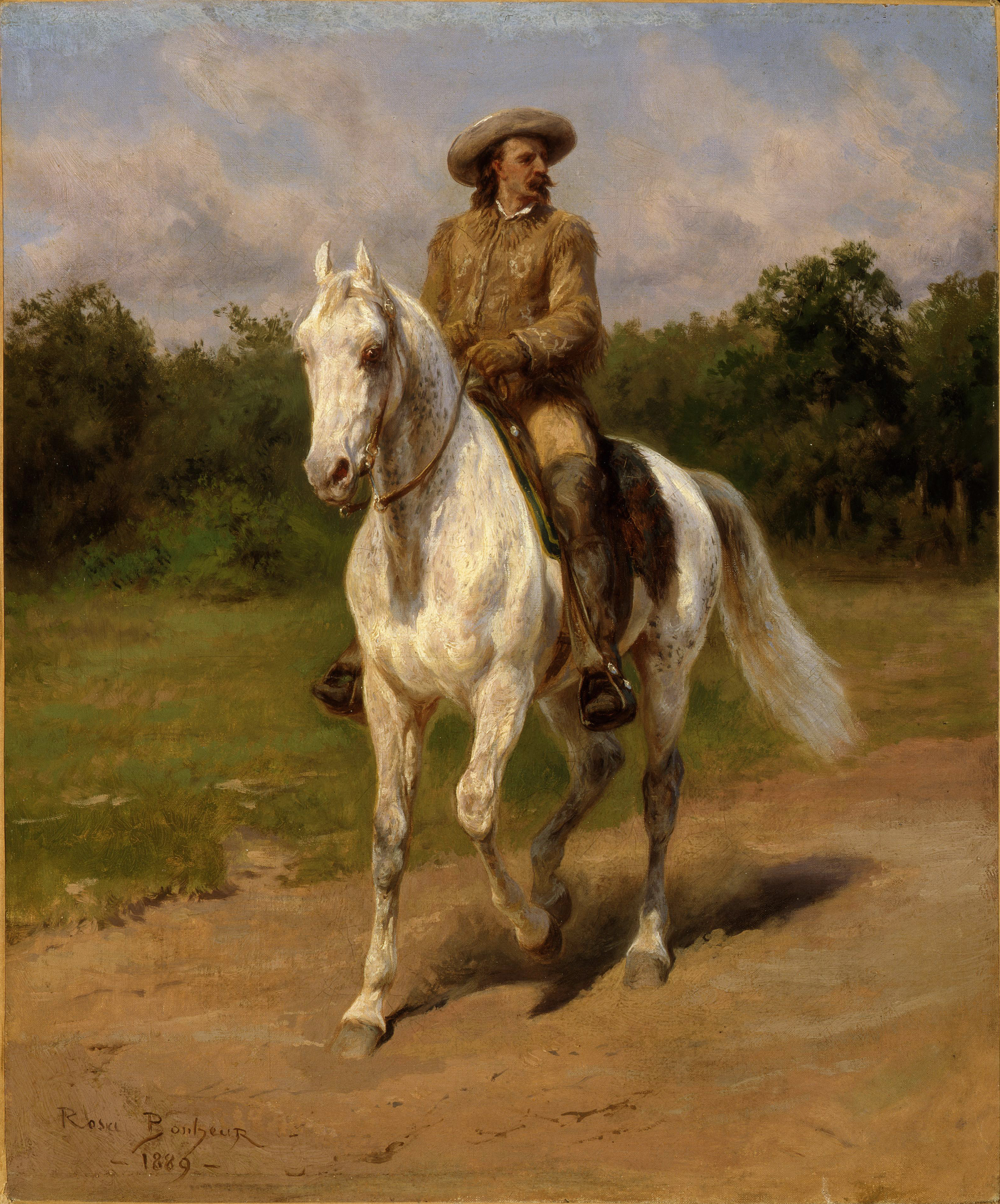
Portrait de Col. William F. Cody
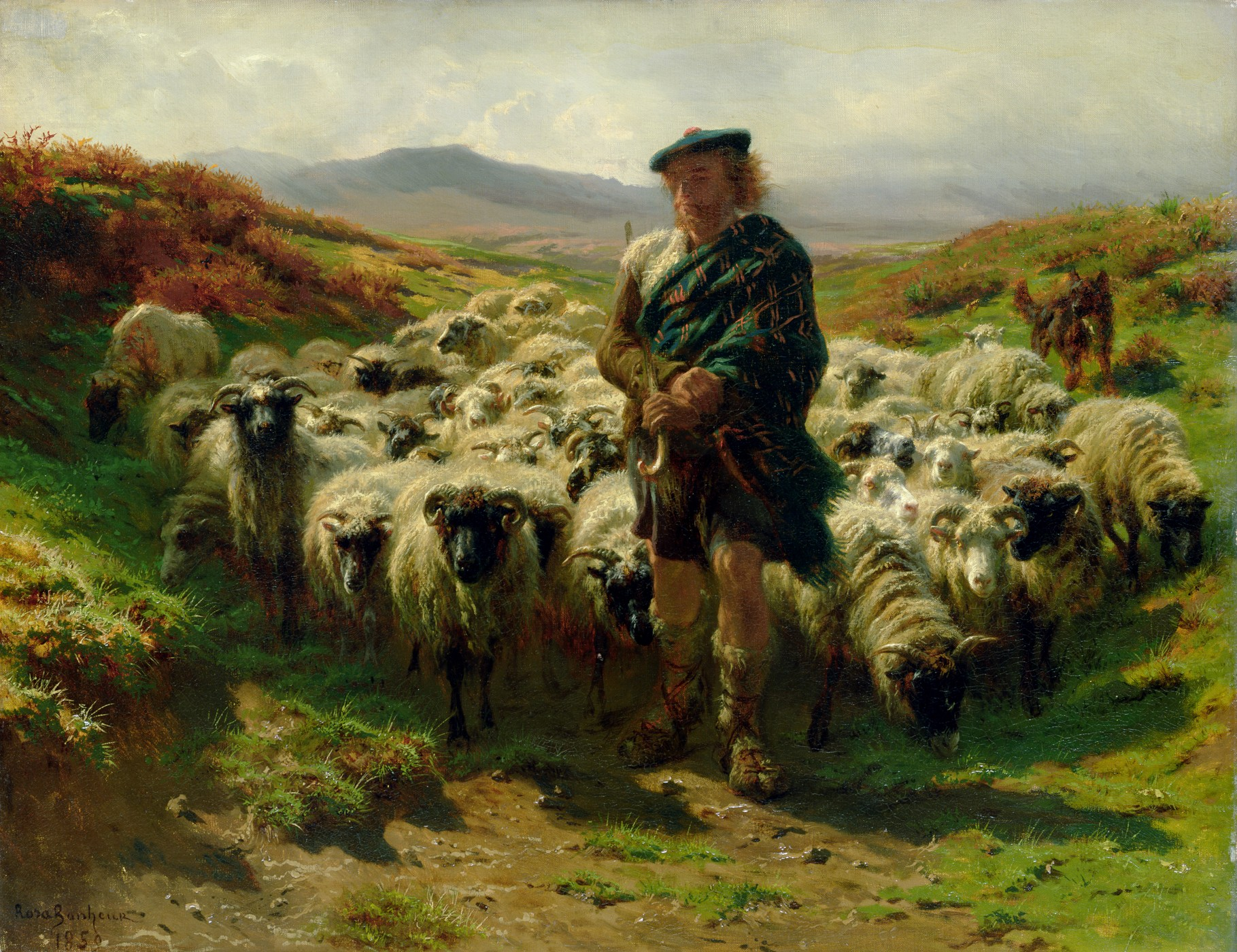
The Highland Shepherd
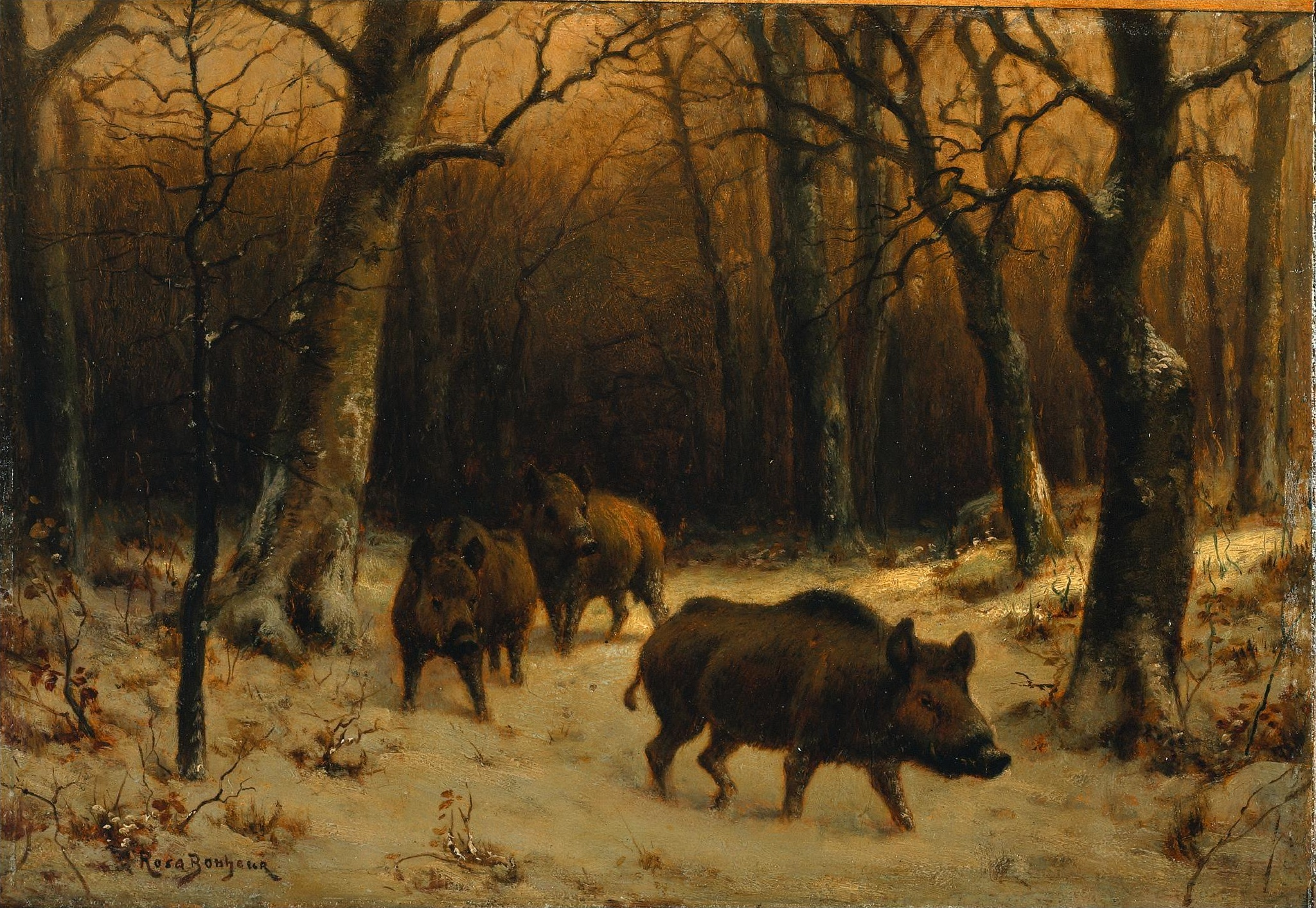
Sangliers dans la neige, or Wild boars in the snow.
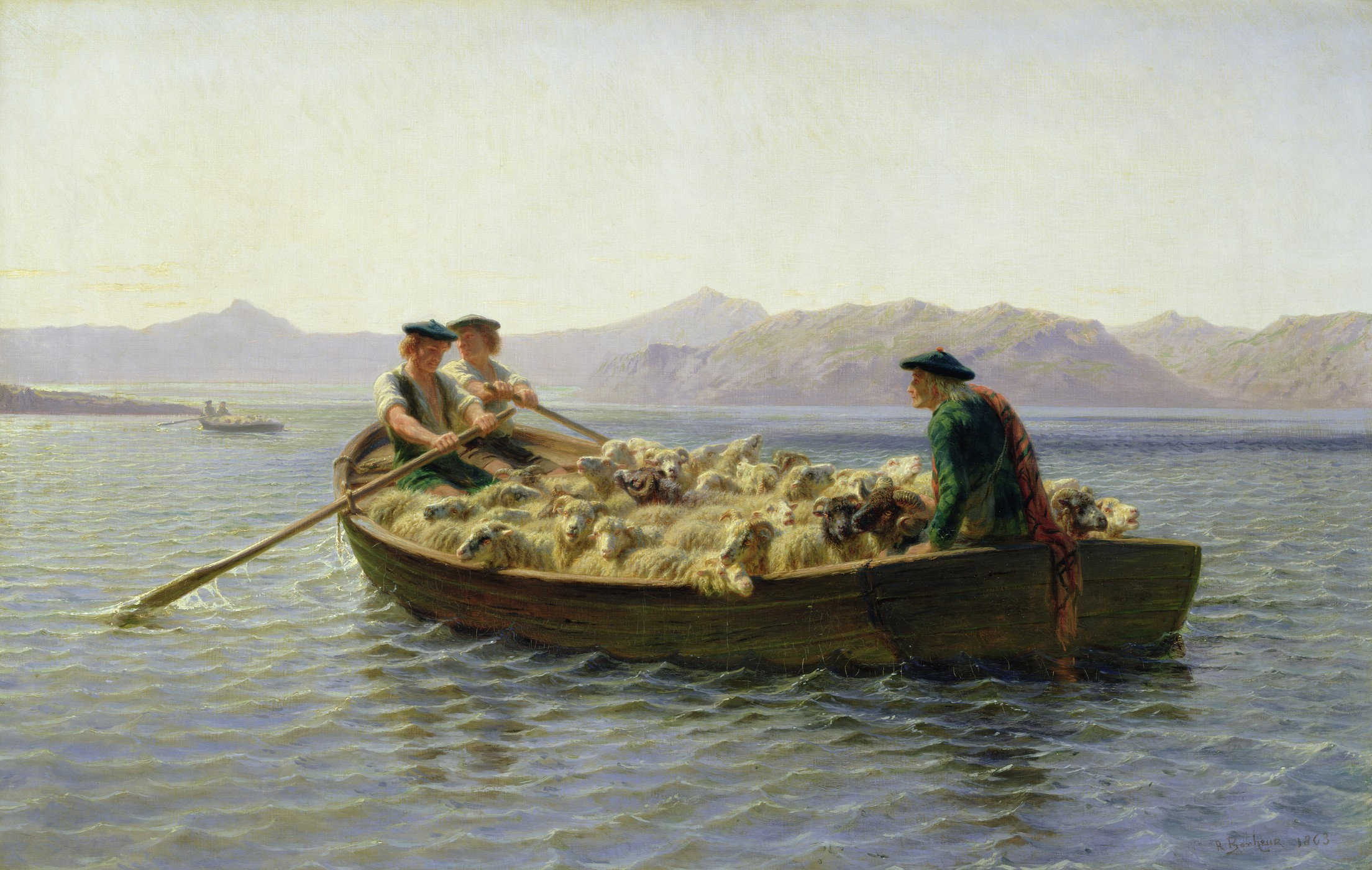
Changement de pâturages, Changing of meadow
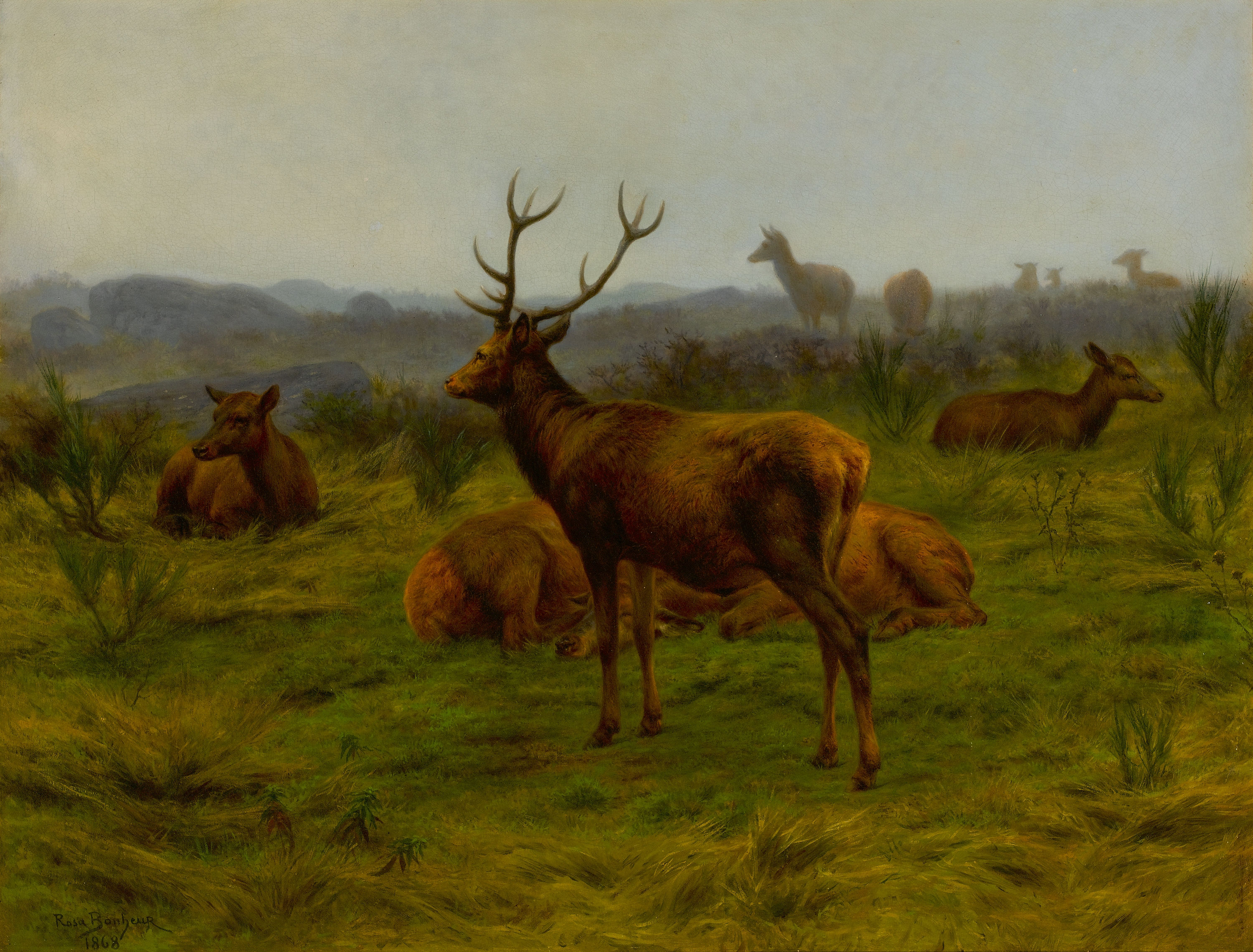
Le monarque de la meute, The Monarch of the herd
Muletiers espagnols traversent les Pyrénées, or Spanish muleteers crossing the Pyrenees
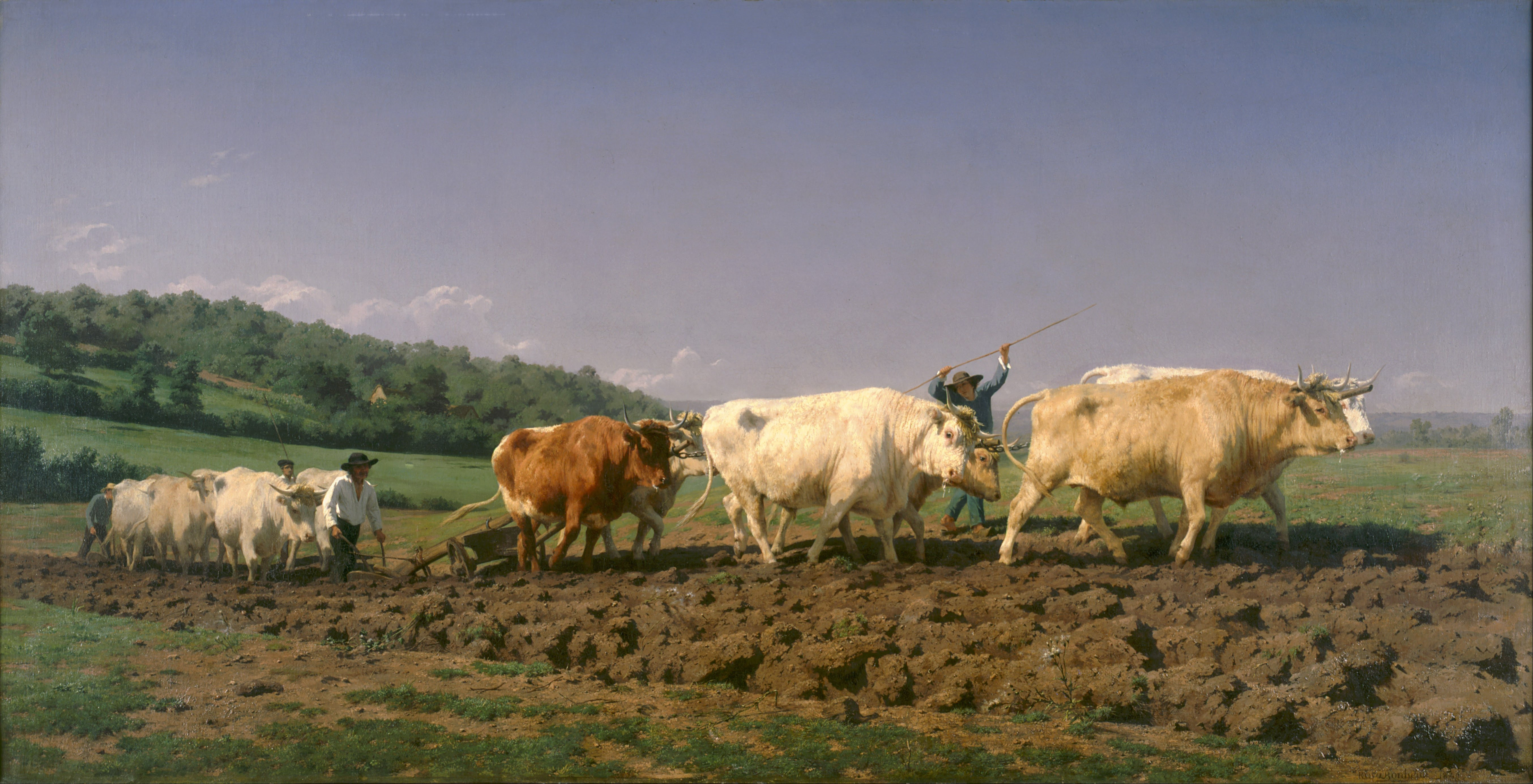
Ploughing in Nevers
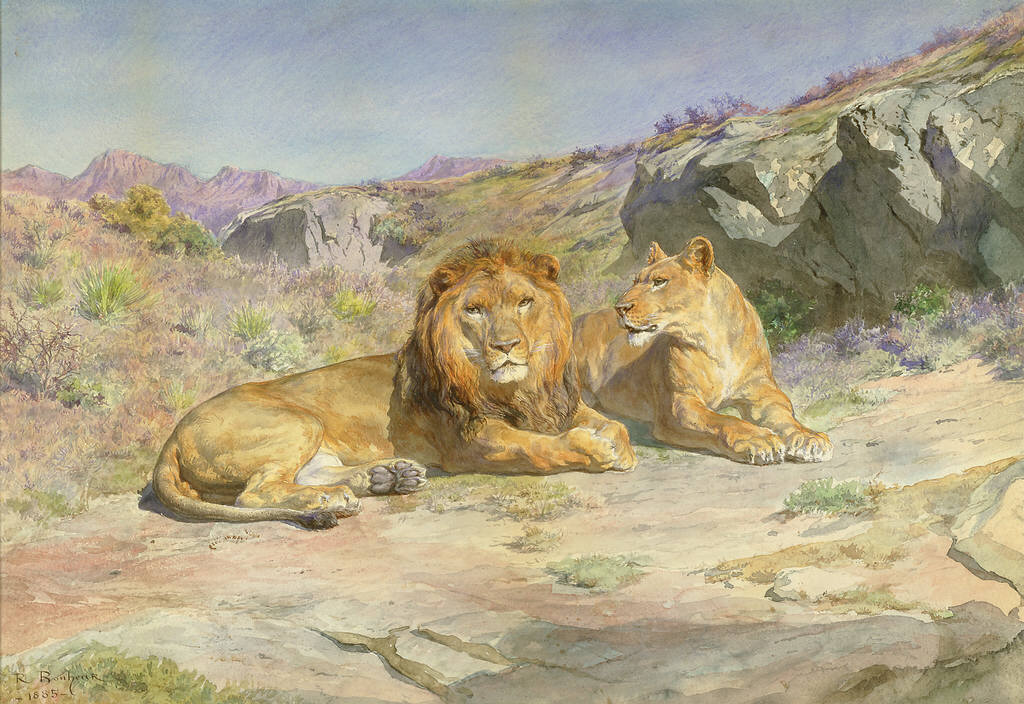
Royale à la maison